# Sphaerium ovale
Sphaerium ovale е вид мида от семейство Sphaeriidae. Видът не е застрашен от изчезване.

## Разпространение
Разпространен е в Австрия, Албания, Армения, Беларус, Белгия, Германия, Грузия, Гърция, Дания, Испания, Италия, Латвия, Лихтенщайн, Люксембург, Нидерландия, Норвегия, Полша, Португалия, Румъния, Русия (Европейска част на Русия), Сърбия, Турция, Украйна, Унгария, Финландия, Франция, Хърватия, Чехия, Швейцария и Швеция.